# Кадораго
Кадора̀го (на италиански: Cadorago; на ломбардски: Caduragh, Кадураг) е градче и община в Северна Италия, провинция Комо, регион Ломбардия. Разположено е на 313 m надморска височина. Населението на общината е 7995 души (към 2017 г.).